# Ateuchus fuscipes
Ateuchus fuscipes là một loài bọ cánh cứng trong họ Bọ hung (Scarabaeidae).